# Friedrich Gehmacher
Friedrich Gehmacher (* 16. September 1866 in Frankenmarkt; † 24. Februar 1942 in Salzburg) war ein österreichischer Jurist und Mitbegründer der Salzburger Festspiele.

## Leben und Werk
Friedrich Gehmacher besuchte ab 1877 das Gymnasium in Freistadt, wo sein Vater zum Bezirksrichter ernannt wurde. Im Juli 1885 erwarb er dort sein Abitur. Ab dem Wintersemester 1885/86 studierte Friedrich Gehmacher an der Universität Wien Rechtswissenschaften. Gleichzeitig wurde er Mitglied des Wiener Akademischen Gesangvereins. Als musikbegeisterter Student besuchte er auch Vorlesungen Anton Bruckners.
Seit Mitte der 1890er Jahre pflegte Friedrich Gehbauer enge Beziehungen zu Salzburg. Er war seit 1899 Angestellter der Arbeiter-Unfallversicherungsanstalt und zuletzt deren Direktor. Er wurde Mitglied der „Salzburger Liedertafel“ und Gründer des „Heiteren Quartetts“ dieser Liedertafel. Er wurde mit der Goldenen und Silbernen Ehrennadel des Salzburger Sängerbundes ausgezeichnet. 1899 wurde er in das Kuratorium der Stiftung Mozarteum berufen. Von 1901 bis 1918 wirkte er als Vorsitzender der Internationalen Mozart-Gemeinde. Er brachte in dieser Zeit die Mittel für die Errichtung des Mozart-Hauses (Mozarteum) in der Schwarzstraße auf, das 1914 bezogen werden konnte. Anlässlich des Mozarttages 1913 regte Friedrich Gehmacher die Stiftung der Mozart-Medaille an. Mit dieser Medaille wurden ab 1914 „Persönlichkeiten, die sich um die Bestrebungen der Stiftung Mozarteum verdient gemacht hatten, ausgezeichnet.“ 1916 richtete er die „Fritz Gehmacher’sche Mozarteums-Stipendiums-Stiftung“ ein und stattete diese mit einem Stiftungskapital in Höhe von 10.000 Kronen aus. Jüdische Studenten wurden von diesen Stipendien ausgeschlossen. Die Stiftung vergab wegen der Wertlosigkeit der eingebrachten Kriegsanleihen nie Stipendien. 1917 gründete Friedrich Gehmacher gemeinsam mit dem Musikschriftsteller Heinrich Damisch die Salzburger-Festspielhaus-Gemeinde, die heutigen Salzburger Festspiele. Von Dezember 1922 bis März 1924 wirkte Friedrich Gehmacher als Präsident der Internationalen Stiftung Mozarteum. Anlässlich seines Austretens aus dem Kuratorium der Stiftung erhielt er die Ehrenmitgliedschaft des Kuratoriums sowie die Silberne Mozart-Medaille des Mozarteums verliehen. 1933 erhielt er die goldene Mozartmedaille derselben Gesellschaft verliehen. Nach dem Anschluss Österreichs wurde Friedrich Gehmacher von den NS-Machthabern zum Gründer „deutscher Festspiele“ stilisiert. Besonders geehrt wurde er anlässlich seines 75. Geburtstages 1941. Auf Antrag des Gauleiters von Salzburg Friedrich Rainer verlieh ihm Adolf Hitler auf Grund „seiner außerordentlichen Verdienste um das deutsche Kulturleben, das er durch sein Wirken als Schöpfer des Mozart-Hauses und Initiator der Festspiele erwarb“, die Goethe-Medaille für Kunst und Wissenschaft.
Wenige Monate nach dieser Ehrung starb Friedrich Gehmacher am Abend des 24. Februar 1942. Er wurde im Familiengrab auf dem Salzburger Kommunalfriedhof beigesetzt. In einem Nachruf von Otto Kunz im Salzburger Volksblatt wurde Friedrich Gehmacher als „deutschbewußt, unbeugsam national gesinnt“ beschrieben. Der Völkische Beobachter qualifizierte ihn als eine „der markantesten Persönlichkeiten Salzburgs, die jahrzehntelang auf das Kulturleben dieser Stadt, vor allem auf das Mozarteum und die Salzburger Festspiele einen maßgebenden Einfluß hatte“. Die Illustrierte Kronen-Zeitung schrieb, dass Gehmacher „dem nationalpolitischen und gesellschaftlichen Leben (…) unlösbar verknüpft“ war. Der Präsident der Stiftung Mozarteum Albert Reitter (1895–1962) führte in seiner Gedenkrede am 2. März 1942 aus: „Friedrich Gehmacher, begeisterungsfähig und dem Edlen und Schönen in allen Dingen stets aufgeschlossen, hatte sein Herz auch der jungen Bewegung des Nationalsozialismus zugewandt.“ Die durch das Stadtarchiv Salzburg angestoßene und geführte Recherche kommt in Bezug auf Friedrich Gehmacher zu folgenden Schlüssen: Außer in dem Nachruf Albert Reitters und dem Dank des Gauleiters Friedrich Rainer finden sich keine Hinweise auf eine frühe Zuwendung des deutschnationalen Friedrich Gehmacher zum Nationalsozialismus. In den Beständen des Deutschen Bundesarchivs konnten keine Dokumente ermittelt werden, die eine „Parteimitgliedschaft oder die Mitgliedschaft in einer der Gliederungen der NSDAP belegen.“ Seine im Stiftungsdokument des „Fritz Gehmacher’schen Mozarteums-Stipendiums“ dokumentierte antisemitische Einstellung, seine Verwurzelung im deutschnationalen Lager und auch die Freundschaft mit dem nationalsozialistisch gesonnenen Musikschriftsteller Heinrich Damisch lassen es als nicht unwahrscheinlich erscheinen, dass Gehmacher, der eine „parteipolitische Positionierung im öffentlichen Leben oder als Funktionär des Mozarteums zeitlebens weitgehend“ vermied, mit dem Nationalsozialismus sympathisierte.